# Eleição municipal de São Luís em 2000
A eleição municipal de São Luís em 2000 ocorreu em 1 de outubro de 2000, para a eleição de um prefeito, um vice-prefeito e mais 21 vereadores. O prefeito era Jackson Lago (PDT) que tentou a reeleição e foi reeleito prefeito da capital maranhense já no primeiro turno, governando a cidade pelo período de 1º de janeiro de 2001 a 31 de dezembro de 2004.

## Candidatos a prefeito
|  | Nº | Candidato(a) a prefeito | Candidato(a) a prefeito                                             | Candidato(a) a vice-prefeito | Candidato(a) a vice-prefeito                                          | Coligação |
|  | -- | ----------------------- | ------------------------------------------------------------------- | ---------------------------- | --------------------------------------------------------------------- | --- |
|  | 28 |                         | Clóvis Carvalho (PRTB) Clóvis de Jesus Savalla Corrêa Carvalho      |                              | Luzitano Botelho (PRTB) Luzitano Botelho Camões Filho                 | Partido não coligado - Partido Renovador Trabalhista Brasileiro (PRTB) |
|  | 13 |                         | Helena Heluy (PT) Helena Barros Heluy                               |                              | Paulo Rios Ribeiro (PT) Paulo Roberto Rios Ribeiro                    | Partido não coligado - Partido dos Trabalhadores (PT) |
|  | 12 |                         | Jackson Lago (PDT) Jackson Kepler Lago                              |                              | Tadeu Palácio (PDT) Carlos Tadeu d'Aguiar Silva Palácio               | "Frente Ampla por São Luís" - Partido Democrático Trabalhista (PDT) - Partido da Frente Liberal (PFL) - Partido Social Democrático (PSD) - Partido da Mobilização Nacional (PMN) - Partido da Reconstrução Nacional (PRN) - Partido Humanista da Solidariedade (PHS) - Partido Progressista Brasileiro (PPB) - Partido Social Democrata Cristão (PSDC) - Partido Popular Socialista (PPS) - Partido Comunista Brasileiro (PCB) - Partido dos Aposentados da Nação (PAN) - Partido Comunista do Brasil (PCdoB) - Partido Verde (PV) - Partido de Reedificação da Ordem Nacional (PRONA) - Partido Trabalhista do Brasil (PTdoB) - Partido Social Cristão (PSC) - Partido Trabalhista Nacional (PTN) - Partido Social Liberal (PSL) - Partido Social Trabalhista (PST) |
|  | 45 |                         | João Castelo (PSDB) João Castelo Ribeiro Gonçalves                  |                              | Gutemberg Fernandes (PSDB) Gutemberg Fernandes de Araújo              | "Muda São Luís" - Partido da Social Democracia Brasileira (PSDB) - Partido Liberal (PL) |
|  | 40 |                         | José Antônio Almeida (PSB) José Antônio Figueiredo de Almeida Silva |                              | Teresa Trovão Murad (PSB) Maria Teresa Trovão Murad                   | Partido não coligado - Partido Socialista Brasileiro (PSB) |
|  | 14 |                         | José Raimundo (PTB) José Raimundo Rodrigues                         |                              | Roberto Costa (PMDB) José Roberto Costa Santos                        | "A Vez do Povo é Agora" - Partido Trabalhista Brasileiro (PTB) - Partido do Movimento Democrático Brasileiro (PMDB) - Partido Republicano Progressista (PRP) |
|  | 16 |                         | Marcos Silva (PSTU) Marcos Antônio Silva do Nascimento              |                              | Francisco das Chagas Alves (PSTU) Francisco das Chagas Alves de Sousa | Partido não coligado - Partido Socialista dos Trabalhadores Unificado (PSTU) |

## Resultado da eleição para prefeito
| 1º Turno 1 de outubro de 2000 | 1º Turno 1 de outubro de 2000     | 1º Turno 1 de outubro de 2000 | 1º Turno 1 de outubro de 2000 |
| Candidato(a)                  | Vice                              | Votação                       | Votação                       |
| Candidato(a)                  | Vice                              | Total                         | Porcentagem                   |
| ----------------------------- | --------------------------------- | ----------------------------- | ----------------------------- |
| Jackson Lago (PDT)            | Tadeu Palácio (PDT)               | 194.109                       | 53,24%                        |
| João Castelo (PSDB)           | Gutemberg Fernandes (PSDB)        | 111.457                       | 30,57%                        |
| José Raimundo (PTB)           | Roberto Costa (PMDB)              | 34.830                        | 9,55%                         |
| Helena Heluy (PT)             | Paulo Rios Ribeiro (PT)           | 14.292                        | 3,92%                         |
| José Antônio Almeida (PSB)    | Teresa Trovão Murad (PSB)         | 4.999                         | 1,37%                         |
| Marcos Silva (PSTU)           | Francisco das Chagas Alves (PSTU) | 3.154                         | 0,87%                         |
| Clóvis Carvalho (PRTB)        | Luzitano Botelho (PRTB)           | 1.763                         | 0,48%                         |
| Total de votos válidos        | Total de votos válidos            | 364.604                       | 100,00%                       |
| Votos apurados                |                                   |                               |                               |
| Votos válidos                 | Votos válidos                     | 364.604                       | 93,88%                        |
| Votos em branco               | Votos em branco                   | 7.333                         | 1,89%                         |
| Votos nulos                   | Votos nulos                       | 16.423                        | 4,23%                         |
| Total de votos apurados       | Total de votos apurados           | 388.360                       | 100,00%                       |
| Eleitores                     |                                   |                               |                               |
| Comparecimento                | Comparecimento                    | 388.360                       | 80,26%                        |
| Abstenções                    | Abstenções                        | 95.494                        | 19,74%                        |
| Total de eleitores            | Total de eleitores                | 483.854                       | 100,00%                       |

## Vereadores eleitos
Representação eleita
  PFL: 4
  PDT: 3
  PTdoB: 2
  PSDB: 2
  PV: 1
  PSD: 1
  PAN: 1
  PTB: 1
  PPS: 1
  PPB: 1
  PMDB: 1
  PMN: 1
  PT: 1

Fonteː
| Nº    | Candidato                      | Partido | Votos Nominais | Situação         | %/Válidos | Coligação             |
| ----- | ------------------------------ | ------- | -------------- | ---------------- | --------- | --------------------- |
| 12345 | Pádua Nazareno                 | PDT     | 10.035         | Eleito           | 2,691     | PDT / PFL / PSD       |
| 43100 | Pedro Celestino                | PV      | 7.915          | Eleito           | 2,123     | PSC / PV / PC do B    |
| 41266 | Haroldo Correa Cavalcanti Neto | PSD     | 7.722          | Eleito           | 2,071     | PDT / PFL / PSD       |
| 12333 | Fernando José Franco           | PDT     | 6.977          | Eleito           | 1,871     | PDT / PFL / PSD       |
| 12689 | Helena Castro                  | PDT     | 6.881          | Eleito           | 1,845     | PDT / PFL / PSD       |
| 25638 | Sebastião do Coroado           | PFL     | 5.826          | Eleito           | 1,562     | PDT / PFL / PSD       |
| 26789 | Cleber Verde                   | PAN     | 5.564          | Eleito           | 1,492     | PPB / PAN / PSDC      |
| 25699 | Sebastião Albuquerque          | PFL     | 5.024          | Eleito           | 1,347     | PDT / PFL / PSD       |
| 25789 | Abdon José Murad Neto          | PFL     | 4.572          | Eleito por Média | 1,226     | PDT / PFL / PSD       |
| 70680 | Antônio Augusto Morais Serra   | PT do B | 4.401          | Eleito           | 1,180     | PT do B / PCB         |
| 14666 | Pinto Itamaraty                | PTB     | 4.991          | Eleito           | 1,339     | PTB / PMDB / PRP      |
| 23663 | Chico Carvalho                 | PPS     | 4.802          | Eleito           | 1,288     | PPS / PSL / PTN / PST |
| 25636 | Albino Soeiro                  | PFL     | 4.724          | Eleito           | 1,267     | PDT / PFL / PSD       |
| 45455 | José Joaquim Guimarães Ramos   | PSDB    | 4.220          | Eleito           | 1,132     | PSDB / PL             |
| 45666 | Alberto Franco                 | PSDB    | 4.132          | Eleito           | 1,108     | PSDB / PL             |
| 11613 | Benedito Ferreira Pires I      | PPB     | 3.348          | Eleito por Média | 0,898     | PPB / PAN / PSDC      |
| 15665 | Ivan Sarney                    | PMDB    | 3.330          | Eleito           | 0,893     | PTB / PMDB / PRP      |
| 70636 | Astro de Ogum                  | PT do B | 3.243          | Eleito por Média | 0,870     | PT do B / PCB         |
| 33111 | Silvino Abreu                  | PMN     | 3.072          | Eleito           | 0,824     | PMN / PRN / PHS       |
| 13013 | Haroldo Sabóia                 | PT      | 3.330          | Eleito           | 0,893     | (sem coligação)       |